# 天主教昆卡總教區
天主教厄瓜多尔昆卡總教區（拉丁語：Archidioecesis Conchensis in Aequatore）是厄瓜多爾一個羅馬天主教教省總教區，下轄三個教區。此總教區是該國四個總教區之一。

## 歷史
1786年1月1日設昆卡教區，1957年4月9日升為總教區。

## 現況
總教區位於阿蘇艾省，2006年有教友604,000人（佔轄區總人口95.1%）、七十八個堂區、118名司鐸。現任總主教為馬爾谷·奧萊流斯·佩雷斯-凱塞多，輔理主教為若瑟·博利瓦爾·彼德拉-阿吉雷。